# Kniefaltenlymphknoten
Der Kniefaltenlymphknoten (Lymphonodus subiliacus, Plural: Lymphonodi subiliaci) ist ein bei vielen Säugetieren vorkommender Lymphknoten oder ein Lymphknotenpaket im hinteren Bereich der Flanke am Übergang zur hinteren Extremität (sog. „Kniefalte“), etwa in der Mitte der Verbindungslinie zwischen dem Hüfthöcker (Tuber coxae) des Darmbeins (Os ilium) und dem Knie. Bei Primaten, Hundeartigen und Katzen sind diese Lymphknoten nicht ausgebildet. Vergleichend-anatomisch gehören die Kniefaltenlymphknoten zusammen mit den Leistenlymphknoten zum oberflächlichen Leistenlymphzentrum (Lymphocentrum inguinofemorale, Synonym: Lymphocentrum inguinale superficiale).
Das Einzugsgebiet des Kniefaltenlymphknotens sind die Bauchwand und oberflächliche Teile des Oberschenkels. Der Lymphknoten ist bei Wiederkäuern und Pferden durch die Haut tastbar und wird bei jeder klinischen Untersuchung dieser Tiere abgetastet.